# Анаколут
Анаколут (от гръцки: ἀνακόλουθον, непоследователност) е стилистичен похват или израз, който се отличава със синтактична или логическа непоследователност, несвързаност, несъгласуваност на думите в изречението или е нарушение на правилната конструкция на израза чрез изпускане на думи. Анаколутът може съзнателно да бъде използван от автора като фигура или да е проява на стилична грешка.